# モレホイ

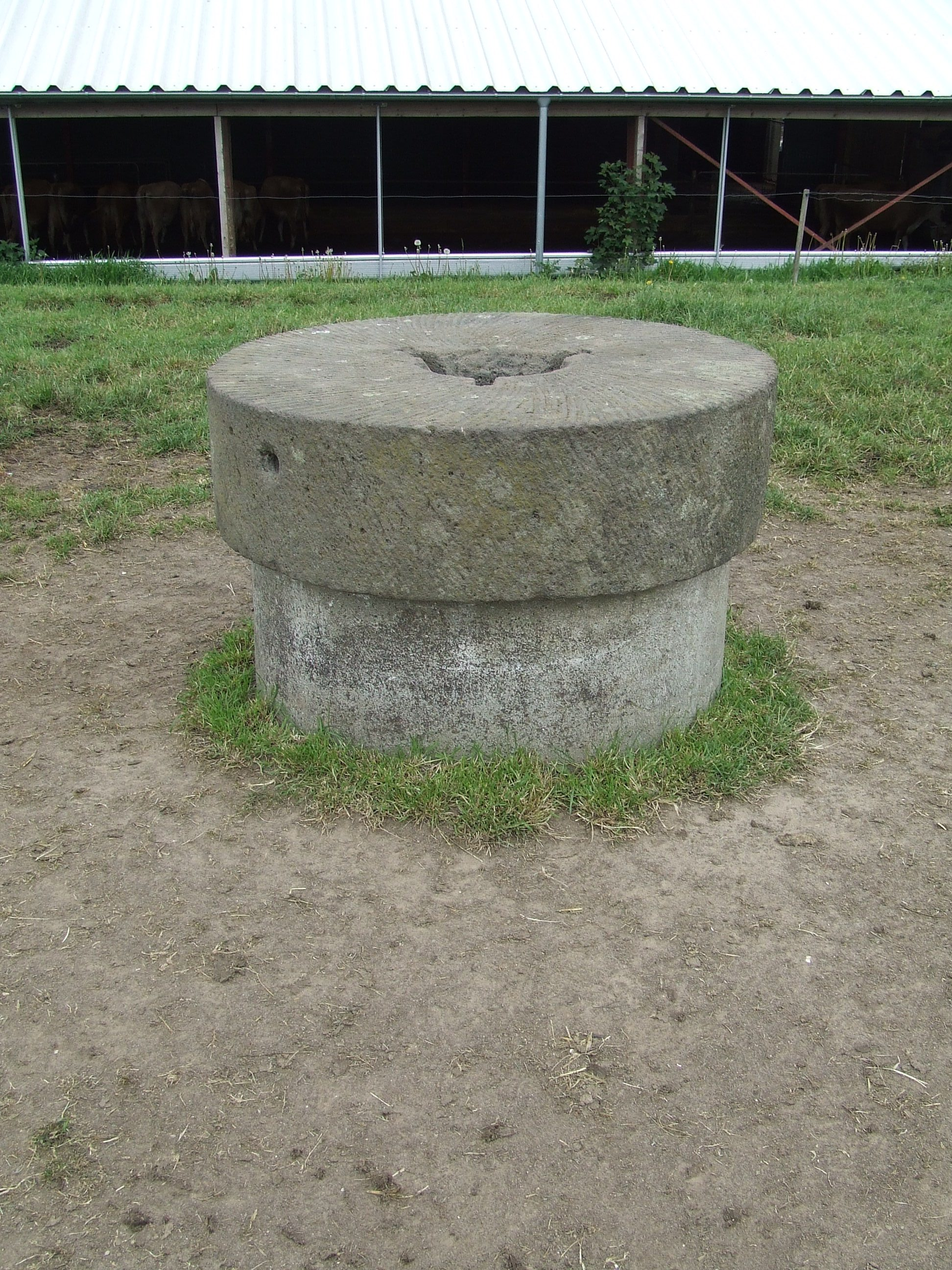
最高点に置かれた碾き臼

モレホイ（デンマーク語: Møllehøj）は、デンマークの小山。自治領を除くと同国の自然最高点で、海抜は170.86mである。
スカナボー市のアイアビェアゲ丘陵に位置し、アイア・バウネホイとは目と鼻の先にある。
最高点には1838年から1917年まで建っていたアイア風車の碾き臼が置かれている。風車は8角形で、タマネギ型の屋根を持っていた。
以前はホーセンス市のユーディング・スコウホイ（海抜170.77m、頂上にある青銅器時代の古墳も含めて172.66m）やアイア・バウネホイ（海抜170.35m）のほうが高いとされていたが、2005年の測量でモレホイのほうが高いと判明した。このため、同年に公式にデンマーク最高峰と認定された。
2つの丘とモレホイとの標高差は1mに満たない。